# Senecio rodriguezii
Senecio rodriguezii es una planta de la familia de las asteráceas. Es un endemismo balear que se distribuye únicamente por las costas de Mallorca y Menorca (Islas Baleares, España). En catalán es conocida como margalideta de la mar (margarita del mar)  y camamil·la de la mar (camomila del mar) y su nombre científico fue un homenaje de Moritz Willkomm hacia su colaborador Juan Joaquín Rodríguez y Femenías, naturalista menorquín.
Habita en terrenos litorales rocosos, aprovechando grietas y resquicios en la superficie, ya sea en lugares soleados o umbríos, por debajo de los 200 m de altitud. Florece desde el invierno y una vez florecida es fácilmente reconocible gracias a su capítulo morado con estambres amarillos. Morfológicamente destaca la vellosidad de su tallo y la carnosidad de sus hojas —adaptación a la salinidad del ambiente costero y a la sequedad del clima mediterráneo—, que además presentan tonos rojizos en el envés.
La llegada a Baleares de un hongo exótico procedente de Australia (Puccinia distincta) ha afectado a esta especie.

## Etimología
Senecio rodriguezii y Senecio varicosus son sinónimos. De acuerdo con Bertil Nordenstam y según el Código Internacional de Nomenclatura para algas, hongos y plantas, debido a la antigüedad de la descripción prevalecería S. varicosus, tal y como explica en un artículo de 2005 en el que también analiza las diferencias respecto a Senecio leucanthemifolius. Por otro lado, en 2013 Joel Calvo y Carlos Aedo abogaron por mantener S. rodriguezii como principal de acuerdo con el uso mayoritario de dicha forma, con base en el artículo 14 del mismo código, que limita el principio de prioridad, según lo establecido en Melbourne en 2012.
El epíteto rodriguezii procede del epónimo Juan Joaquín Rodríguez y Femenías, mientras que varicosus se refiere a la rugosidad de las hojas.